# 太子珠寶鐘錶

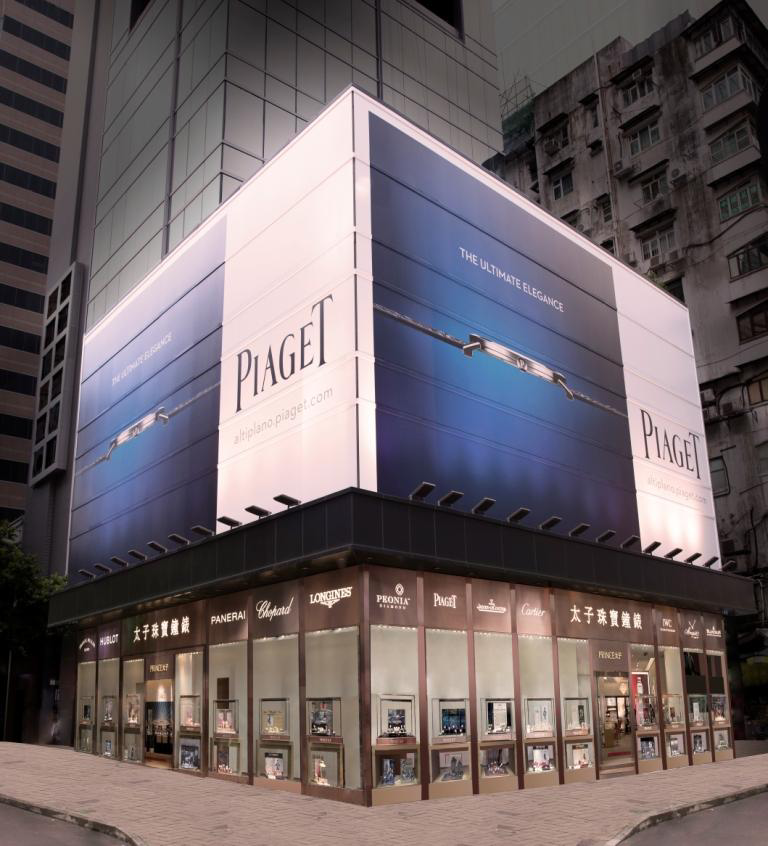
太子珠寶鐘錶 - 太子集團中心分店

太子珠寶鐘錶公司（Prince Jewellery & Watch Company）簡稱太子珠寶鐘錶，於1984年由主席及行政總裁鄧鉅明博士MH創立，代理世界頂級品牌鐘錶及瑰麗典雅的珠寶首飾。現於香港擁有16間零售店舖。
太子珠寶鐘錶現於香港共有16間零售店舖，分別位處銅鑼灣、尖沙咀、旺角、元朗、上水等的旅遊熱點。
太子珠寶鐘錶總店設於尖沙咀彌敦道彩星中心。各店裝修高雅堂皇，代理國際多款頂級知名品牌鐘錶，包括伯爵、卡地亞、法穆蘭（Franck Muller）、蕭邦、歐米茄、寶璣、浪琴、寶齊萊（Carl F. Bucherer）等。

## 收購
太子於2011年中全面收購時尚金飾始創品牌Just Gold鎮金店。

## 連結
- 太子珠寶鐘錶官方網址（页面存档备份，存于）